# Szakács Sándor (színművész)
Szakács Sándor (Brassó, 1917. szeptember 20. – Budapest, 1965. július 9.) magyar színész.

## Életpályája
Szülei: Szakács Sándor és Szőcs Ilona voltak. 1936–1949 között Kolozsvárott, majd Kassán és Miskolcon szerepelt. 1949–1959 között a Győri Nemzeti Színházban játszott. Rendezőként is jelentős munkásságot fejtett ki. 1959–1965 között a Nemzeti Színház tagja volt.

## Magánélete
1954-ben, Győrben házasságot kötött Balla Ilonával.
Sírja a Farkasréti temetőben található (7/8-1-385).

## Színházi szerepei
A Színházi Adattárban regisztrált bemutatóinak száma: 98.
| - Klabund: Krétakör....I. kuli - Zerkovitz Béla: Csókos asszony....Ibolya Ede - Rostand: Cyrano de Bergerac....Bellerose - Gárdonyi Géza: A bor....Kátsa cigány - Lecroix: Hattyúlovag....Corgfon - Szirmai Albert: Alexandra....Károly Mária herceg - Jacobi Viktor: Leányvásár....Rottenberg - William Shakespeare: A makrancos hölgy....Grumio; Egy tudós - Vörösmarty Mihály: Csongor és Tünde....Kurrah - Herczeg Ferenc: Bizánc....Lizánder - Strauss: Cigánybáró....Pali; Józsi cigány - Denevér....Frosch - Planquette: Rip van Winkle....Nick - Petrov: Béke szigete....Idősb Jacobs - Dunajevszkij-Novikov: Filmcsillag....Lonja bácsi - Csajkovszkij: Diadalmas asszony....Ljubikoff - Kornyejcsuk: Csillagtárna....Zincsenko - Szigligeti Ede: Liliomfi....Szellemfi; Schwartz - Földes Mihály: Mélyszántás....Fazekas - Háy Gyula: Az élet hídja....Gonda Kálmán - Shaw: Szerelmi házasság....Lickcheesse - Csiky Gergely: Ingyenélők....Mosolygós Menyhért - Dunajevszkij: Szabad szél....Filipp - Major Ottó: Határszélen....Nemes Tóth András - Moliere: Tartuffe....Orgon - Farkas Ferenc: Csínom Palkó....Förgeteg betyárvezér - Offenbach: Orfeusz....Styx Jankó - Jókai Mór: A kőszívű ember fiai....Tallérossy Zebulon - Scserbacsov: Dohányon vett kapitány....Mouton - Szobko: A második front mögött....Arthur Crosby - Sándor Kálmán: A harag napja....Id. Hanák Győző - Iszajev-Galics: Nem magánügy....Kirpicsnyikov - Urbán Ernő: Tűzkeresztség....Köröm Sándor - Móricz Zsigmond: Légy jó mindhalálig....Valkai - Lehár Ferenc: Luxemburg grófja....Sir Basil - Karinthy Frigyes: A bűvös szék....Miniszter - Csehov: Jubileum....Hirin - Illyés Gyula: Fáklyaláng....Csányi - Gergely Márta: A gyengébb nem....Csitári Gyula - Shaw: Warrenné mestersége....Tiszteletes - Kálmán Imre: Csárdáskirálynő....Miska - Dörner Lajos: Piroska és a farkas....Rosszcsont Ferke | - Bródy Sándor: A tanítónő....Tanító - Dörner Lajos: Jancsi és Juliska....Szurtos Peti - Szirmai Albert: Mézeskalács....Buhu - Dörner Lajos: Hamupipőke....Szurtos Peti - Hófehérke és a hét törpe....Szurtos Peti - Barta Lajos: Szerelem....Komoróczi Komoróczy adótiszt - Dörner Lajos: Szurtos Peti kalandjai....Szurtos Peti - Shaw: Pygmalion....Pickering ezredes - Millöcker: A koldusdiák....Ollendorf ezredes - Stejn: Személyes ügyben....Fégya bácsi - Heltai Jenő: A néma levente....Beppó - Gogol: Leánynéző....Podkoljószin - De Filippo: Vannak még kísértetek....Pasquale Lojacono - Strauss: Mesél a bécsi erdő....Strohmayer - Kesselring: Arzén és levendula....Dr. Einstein - Katona József: Bánk bán....Tiborc - William Shakespeare: Vízkereszt vagy amit akartok....Keszeg András - Molnár Ferenc: A doktor úr....Puzsér - Armont-Vandenberghe: Fiúk, lányok, kutyák....Oktave - Schiller: Ármány és szerelem....Miller - Kálmán Imre: Bajadér....St. Cloche Napóleon - Stehlík: Ketten a veremben....Kapitány - Kacsóh Pongrác: János vitéz....A francia király - Gogol: A revizor....Postamester - Mesterházi Lajos: Pesti emberek....Rikkancs - Lehár Ferenc: A víg özvegy....Zéta Mirkó - Kállai István: Majd a papa....Papa - Kós Károly: Budai Nagy Antal....Falusi bíró - William Shakespeare: III. Richárd....III. polgár - Antonius és Kleopátra....Jós - Sok hűhó semmiért....Jegyző - Moliere: Úrhatnám polgár....Szabómester - Csiky Gergely: Mákvirágok....Tulipán - Tolsztoj: Élő holttest....Petuskov - Brecht: Galilei élete....Első tudós - Németh László: Az utazás....Múzeumigazgató - Tabi László: A nagy mutatvány....Karsai - Gyöngyössy Imre: Csillagok órája....Mátyás - William Shakespeare: Julius Caesar....Artemidorus - Illés-Vas: Rendetlen bűnbánat....Takács - Majakovszkij: Gőzfürdő....Momentánov - Jamiaque: Tengeri malacok....Carolin |

## Színházi rendezései
A Színházi Adattárban regisztrált bemutatóinak száma: 4.
- Iszajev-Galics: Nem magánügy (1953)
- Huszka Jenő: Lili bárónő (1954)
- Szirmai Albert: Mágnás Miska (1956)

## Filmjei
| - A csodacsatár (1957) - Hosszú az út hazáig (1960) - Kilenc perc… (1960; rövid játékfilm) - Áprilisi riadó (1961) - Fiatalokért (1961; rövid játékfilm) - Májusi fagy (1961) - Asszony a telepen (1962) - Mici néni két élete (1962) - Meztelen diplomata (1963) – Pincér - Pacsirta (1963) – Cziffra Géza - Ezer év (1964) – Dr. Demeter Andor - Ha egyszer húsz év múlva (1964) - Karambol (1964) – Szamosi - Miért rosszak a magyar filmek? (1964) - Özvegy menyasszonyok (1964) – Hadai - A tizedes meg a többiek (1965) – Erdész - Aranysárkány (1965) – Érettségi elnök - Húsz óra (1965) – Gecse - Szerelmes biciklisták (1965) – Mikecz - Zöldár (1965) | - Egy csirkefogó ügyében (1960) – Raul Cavanagh - A senki karácsonya (1962) – Ülnök - Az attasé lánya (1963) – Tinódi - Egy pár papucs (1963) – Miklósi - Az én kortársaim (1964) - Két találkozás (1964) - Az asszony beleszól (1965) - Az utolsó játszma (1965) – Zoltán - Der Elefant (1965) – Richter - Rab Ráby (1965) – Prefektus |

### Szinkronszerepe
| Év   | Cím                                               | Szereplő | Színész | Szinkron év |
| ---- | ------------------------------------------------- | -------- | ------- | ----------- |
| 1962 | A hosszútávfutó magányossága (1. magyar szinkron) | N/A      | N/A     | 1963        |